# Nanodromia spuria
Nanodromia spuria är en tvåvingeart som beskrevs av Patrick Grootaert 1994. Nanodromia spuria ingår i släktet Nanodromia och familjen puckeldansflugor. Inga underarter finns listade i Catalogue of Life.